# Бобетко, Янко
Я́нко Бобе́тко (хорв. Janko Bobetko; 10 января 1919, с. Црнац близ Сисака, Королевство сербов, хорватов и словенцев — 29 апреля 2003, Загреб, Хорватия) — югославский, позднее — хорватский военный деятель, генерал-лейтенант ЮНА, генерал армии ВС Хорватии. Во время войны в Хорватии занимал должность начальника Генерального штаба Вооружённых сил Хорватии. После отставки был депутатом парламента Хорватии от ХДС. В отношении Бобетко Международным трибуналом по бывшей Югославии были выдвинуты обвинения в совершении военных преступлений, однако он скончался до вынесения окончательного решения о его экстрадиции в Гаагу.

## Биография

### Ранние годы
Янко Бобетко родился 10 января 1919 года в селе Црнац, недалеко от Сисака, в Королевстве сербов, хорватов и словенцев. После окончания гимназии в Сисаке, поступил на ветеринарный факультет Загребского университета. В 1938 году стал членом Коммунистической партии Югославии. Был отчислен из университета за свои коммунистические и антифашистские убеждения (на тот момент Загреб являлся столицей усташского Независимого государства Хорватия, союзника Третьего рейха).

### Участие в партизанском движении
11 июля 1941 года, когда Янко Бобетко было 22 года, усташами были убиты его отец и трое братьев (вероятно, тоже коммунистов), после чего Янко вступил в партизанский отряд, сформированный в Жабенском лесу из жителей Сисака и окрестных сёл.Сисакский партизанский отряд был самым первым из созданных в Югославии в годы Второй мировой войны. До 1945 года Бобетко принимал активное участие в партизанском движении. Занимал должности политических комиссаров, в том числе в 32-й Загорской дивизии, где одним из его предшественников на этой должности был будущий президент Хорватии Франьо Туджман.

### Служба в Югославской народной армии
После окончания войны, несмотря на несколько полученных тяжёлых ранений, решил продолжить военную карьеру, поступив в Военную академию Югославской народной армии, по окончании которой в 1956 году ему было присвоено звание генерал-майора.

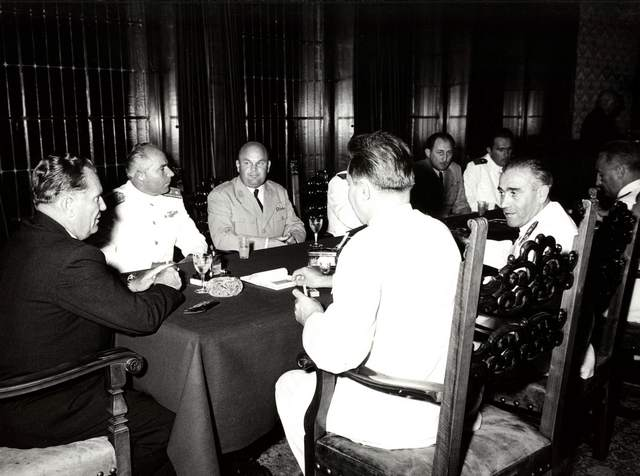
Янко Бобетко (третий слева) в составе делегации ВМФ СФРЮ во время аудиенции президента Иосипа Броза Тито во время празднования Дня ВМФ (1957)

В 1953—1960 годах командовал силами морской пехоты ВМС СФРЮ в Кумборе (Которский залив). В 1960—1966 годах являлся помощником начальника Тыла ЮНА. В 1966 году Янко Бобетко было присвоено звание генерал-лейтенанта, после чего он был назначен начальником штаба 5-го военного округа ЮНА, включавшего в себя территории Хорватии и Словении.
Впоследствии генерал Бобетко разочаровался в коммунистической идеологии. И в 1971 году, во время «Хорватской весны» поддержал требования предоставить Хорватии бо́льшую автономию от СФРЮ, за что 2 декабря 1971 года был отправлен в отставку вместе с ещё 19 генералами Югославской народной армии.

### Служба в Вооружённых силах Хорватии
После победы Хорватского демократического содружества на парламентских выборах весной 1990 года оставному генералу было предложено стать министром обороны Хорватии, от чего он отказался. Однако после начала войны, 10 апреля 1992 года, он согласился стать командующим Южным фронтом. Тогда же указом президента Туджмана Янко Бобетко было присвоено звание генерал-полковника.
С 7 по 26 июня 1992 год командовал операцией «Июньские зори» (хорв. Lipanjske zore), в ходе которой хорватская армия и Хорватский совет обороны в боях против ЮНА заняли долину реки Неретвы. В результате операции была установлена сегодняшняя граница между поселениями хорватов в Федерации Боснии и Герцеговины, и сербов в Республике Сербской.
Далее под командованием Бобетко осуществлялось несколько операций в окрестностях Дубровника:
- С 4 по 13 июня — операция «Тигр» (хорв. Tigar) — снятие блокады города Дубровник, проводимой войсками Республики Сербской
- С 20 по 24 октября — операция «Конавле» (хорв. Konavle) — освобождение Конавле от войск ЮНА.
- С 22 по 26 октября — операция «Влаштица» (хорв. Vlaštica) — занятие одноимённой горы для прекращения обстрелов Дубровника войсками Республики Сербской.

20 ноября 1992 года был назначен начальником Генерального штаба Вооружённых сил Хорватии вместо ранее занимавшего эту должность генерала (впоследствии генерала армии) Антона Туса.
С 22 по 27 января 1993 года под командованием Бобетко проводилась операция «Масленица» (хорв. Maslenica) в районе Задара, с 9 по 17 сентября — операция «Медакский карман» (хорв. Medački džep).
Последней проведённой под командованием Бобетко стала операция «Молния» (хорв. Bljesak) с 1 по 3 мая 1995 года. 15 июля 1995 года, менее, чем за месяц до начала операции «Буря» (хорв. Oluja), президент Туджман отправил Янко Бобетко в отставку. Новым начальником Генерального штаба Вооружённых сил Хорватии был назначен генерал Звонимир Червенко.

### После службы

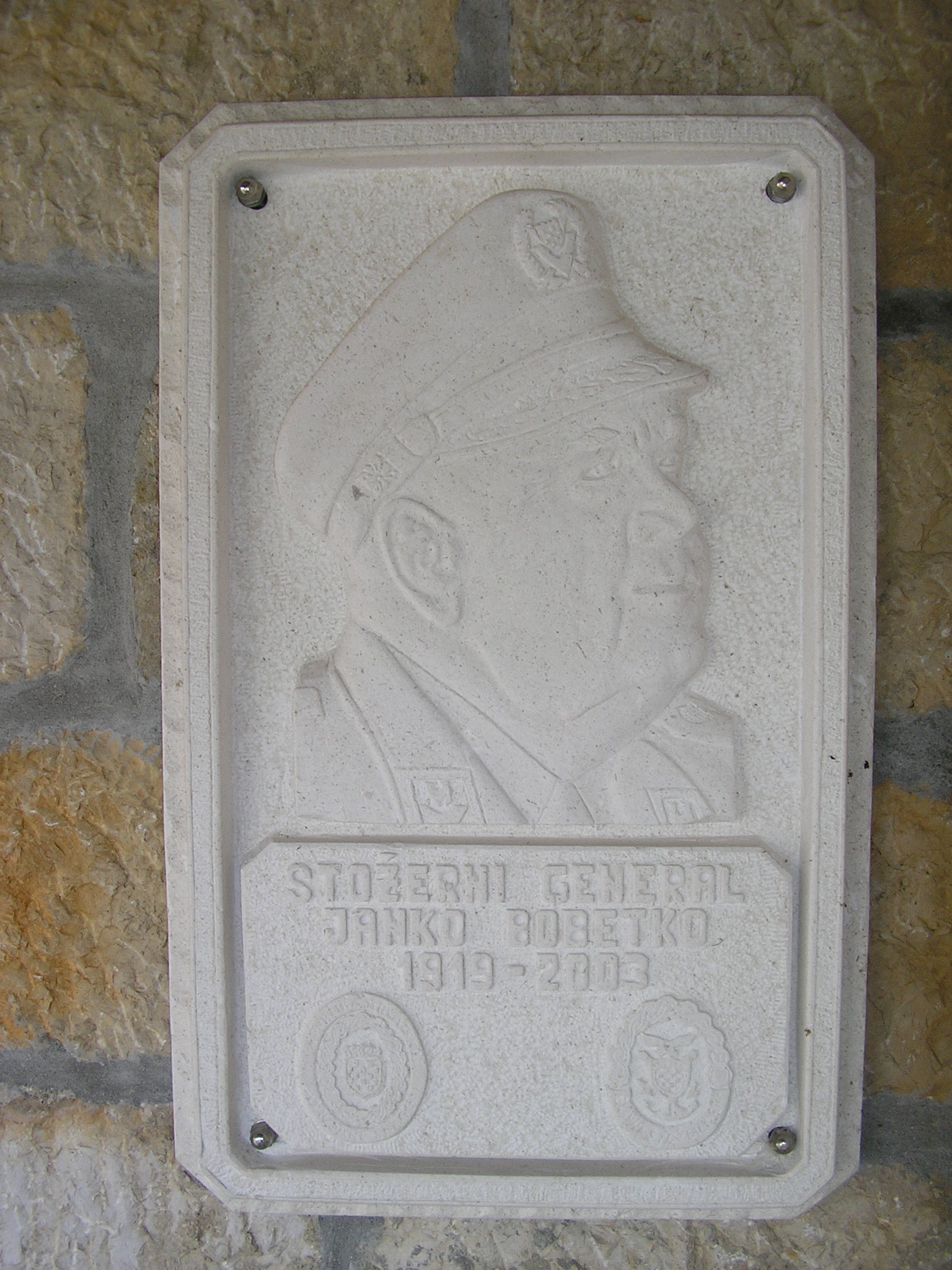
Мемориальная доска Янко Бобетко на стене местного музея в Хутово

С того момента по 1999 год Янко Бобетко являлся депутатом парламента Хорватии от ХДС.
28 сентября 2000 года Бобетко подписал Письмо двенадцати генералов в знак протеста против того, что левоцентристская коалиция, выигравшая выборы, в информационном пространстве стала распространять негативную информацию об участниках войны в Хорватии.
Скончался 29 апреля 2003 года в Загребе в возрасте 84 лет. Похоронен на кладбище в Сисаке.

## Обвинения в военных преступлениях
23 августа 2002 года прокурором Международного трибунала по бывшей Югославии Карлой дель Понте в отношении Янко Бобетко были выдвинуты обвинения в связи с его командованием хорватской армией во время проведения операции «Медакский карман» с 9 по 17 сентября 1993 года.
Ранее, 21 мая 2001 года дель Понте были выдвинуты обвинения в отношении одного из подчинённых Бобетко во время операции в Медаке — генерала Рахима Адеми. 29 апреля 2004 года обвинения были выдвинуты в отношении генерала Мирко Нораца, так же подчинявшемуся Бобетко в сентябре 1993 года. Впоследствии их дела были переданы в суды Хорватии, где Адеми был полностью оправдан, а Норац приговорён в общей сложности к 19 годам лишения свободы.
Суть обвинений сводилась к тому, что Бобетко, Адеми и Норац не пресекли бесчинства подчинявшихся им солдат и офицеров в отношении мирного сербского населения (т. н. «командная ответственность»).
Бобетко отрицал все обвинения и отказывался добровольно предстать перед судом, заявляя, что Трибунал должен стыдиться выдвигать обвинения против одного из старейших живущих антифашистов Европы. Обсуждение возможной экстрадиции Бобетко вызвало резонанс в хорватском обществе. В частности, на защиту отставного генерала армии встал тогдашний премьер-министр Хорватии Ивица Рачан. На тот момент Янко Бобетко был уже серьёзно болен. 29 апреля 2003 года он скончался в своём доме в Загребе до вынесения окончательного решения о его экстрадиции.
В приговоре военному и политическому руководству боснийских хорватов 29 мая 2013 года Гаагский трибунал указал, что Бобетко был участником совместного преступного сговора, целью которого было изгнание нехорватского населения с территорий, которые должны были стать частью хорватского государства на территории Боснии и Герцеговины.

## Семья
Был женат на Магдалене Бобетко (урождённая Мартинац, умерла в 2014 году), от брака имел трёх сыновей.

## Награды

### СФРЮ
- Орден Военного флага
- Золотая звезда ордена «За заслуги перед народом»

### Хорватия
- Орден Короля Петара Крешимира IV с лентой и звездой (28 мая 1995)[10]
- Орден Князя Домагоя с большой лентой (26 мая 1995)[11]
- Орден Бана Елачича (26 мая 1995)[12]
- Орден Хорватского трилистника (26 мая 1995)[13]
- Медаль Благодарности Родины (20 мая 1996)[14]
- Медаль за участие в операции «Буря» (8 января 1998)[15]
- Орден Анте Старчевича (26 мая 1998)[16]

## Сочинения
- «Все мои битвы» (хорв. Sve moje bitke). Загреб: Vlastita naklada, 1996, ISBN 953-97002-0-5.
- «Сава всё равно потекла в Загреб» (хорв. Sava je ipak potekla prema Zagrebu). Загреб: Vlastita naklada, 2002, ISBN 953-97002-1-3.